# Mon ami Pierrot (chanson)
Pour l’article homonyme, voir Mon ami Pierrot.
Chansons représentant Monaco au Concours Eurovision de la chanson
Ce soir-là
(1960)
Mon ami Pierrot est une chanson, écrite par Raymond Bravard, composée par Florence Véran et interprétée par Jacques Pills pour représenter Monaco au Concours Eurovision de la chanson 1959 se déroulant à Cannes. Ce fut la première chanson de Monaco à l'Eurovision.

## À l'Eurovision
Elle est intégralement interprétée en français, langue nationale de Monaco, comme le veut la coutume avant 1966. L'orchestre est dirigé par Franck Pourcel.
Mon ami Pierrot est la 4e chanson interprétée lors de la soirée, suivant Piove (Ciao, ciao bambina) de Domenico Modugno pour l'Italie et précédant 'n Beetje de Teddy Scholten pour les Pays-Bas. 
À la fin du vote, Mon ami Pierrot termine 11e et dernière sur les 11 chansons, obtenant 1 point,.